# Anna Maria Mozart

Rosa Hagenauer-Barducci: Anna Maria Mozart, ca. 1775

Anna Maria Walburga Pertl (* 25. Dezember 1720 in Sankt Gilgen; † 3. Juli 1778 in Paris) war die Gattin von Leopold Mozart und Mutter von Maria Anna und Wolfgang Amadé Mozart.

## Leben

### Herkunft
Anna Maria (auch Maria Anna, Marianna) Walburga Pertl kam im Pfleggericht St. Gilgen (Ischlerstraße 15, 5340 St. Gilgen) zur Welt und wurde anschließend in der alten gotischen Vikariatskirche zum hl. Ägidius von Vikar (1716–1722) Franz Anton Kaltbruner getauft. Taufpatin war D. Gertrud Seӱwalt, offenbar eine Verwalterin beim Salzburger Domkapitel und am Stift St. Peter, und Gastgeberin in Strobl. Ihre Mutter hatte noch am 22. Dezember 1720, also drei Tage bevor sie selber niederkam, bei der Taufe des neugeborenen Zwillings der Eltern Baumgarthner als Patin fungiert.
Anna Marias Mutter Eva Rosina Barbara Pertl, geborene Altmann, verwitwete Puxbaum (1681–1755), war die Tochter des aus Wien gebürtigen „k.k. geschworenen Notarius“ Dominik Altmann (1636–~1702). Anna Marias Vater, Wolfgang Nikolaus Pertl (1667–1724), stammte aus einer ländlichen Familie, hatte aber ein Jus-Studium in Salzburg absolviert. Während seiner Studienzeit trat er als Bass-Solist in den Schuldramen an der Paris-Lodron-Universität auf. Außerdem wirkte er als Choralist am Stift St. Peter und erteilte auch Gesangsunterricht. Nach seiner Ernennung zum erzbischöflich salzburgischen Pflegekommissarius residierte er zunächst im alten Schloss Hüttenstein am Krotensee zwischen Mondsee und Abersee und bezog dann eine Wohnung im neu errichteten Amtshaus in der Ischlerstraße 15 in St. Gilgen, dem heutigen Bezirksgericht, wo auch Anna Maria geboren wurde. Als der Vater vier Jahre nach ihrer Geburt starb, ließ er die Familie mit erheblichen Schulden zurück. 1724 zog die Witwe Eva Rosina Barbara Pertl mit ihren Töchtern Anna Maria Walburga  und Maria Rosina Erntrudis (* 24. August 1719) nach Salzburg, wo sie in ärmlichen Verhältnissen wohnen mussten.

### Mit Leopold Mozart
Am 21. November 1747 heiratete Anna Maria den „Hof- und Cammer-Componisten“ Leopold Mozart in Salzburg. Am Donnerstag, den 19. Oktober 1747 hatten sie sich in der Vikariatskirche Aigen verlobt, also ca. ein Monat vor ihrer Trauung im Salzburger Dom. Mit ihm hatte sie sieben Kinder: Johannes Leopold Joachim (* 1748, starb im sechsten Lebensmonat), Maria Anna Cordula (* 1749, wurde sechs Tage alt), Maria Anna Nepomucena Walburga (* 1750, starb im dritten Lebensmonat), Maria Anna Walburga Ignatia – die Nannerl (* 1751, wurde 78 Jahre alt), Johann Bap. Karl Amadeus (* 1752, wurde nicht ganz drei Monate alt), Maria Crescentia Franziska de Paula (* 1754, starb im zweiten Lebensmonat) und Johannes Chrysostomos Wolfgang Theophil – als Kind der Wolferl, Woferl oder Wolfgangerl (* 1756, starb 1791 im 36. Lebensjahr).
Anna Maria Mozart verfügte ebenfalls über musikalisches Talent und hatte bei der Förderung ihrer Kinder starken Einfluss.

### Mit Wolfgang Amadé in Paris

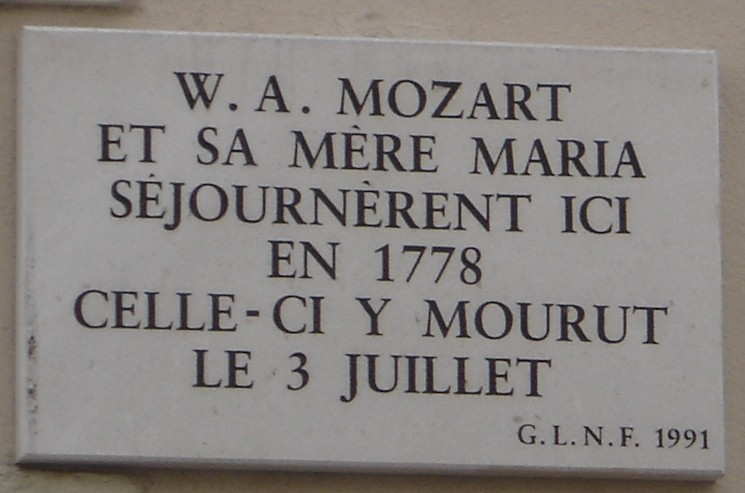
Erinnerungstafel am Haus in der 8 rue du Sentier (früher rue du Gros Chenest) in Paris: „W. A. Mozart und seine Mutter Maria wohnten hier im Jahre 1778. Diese starb hier am 3. Juli“

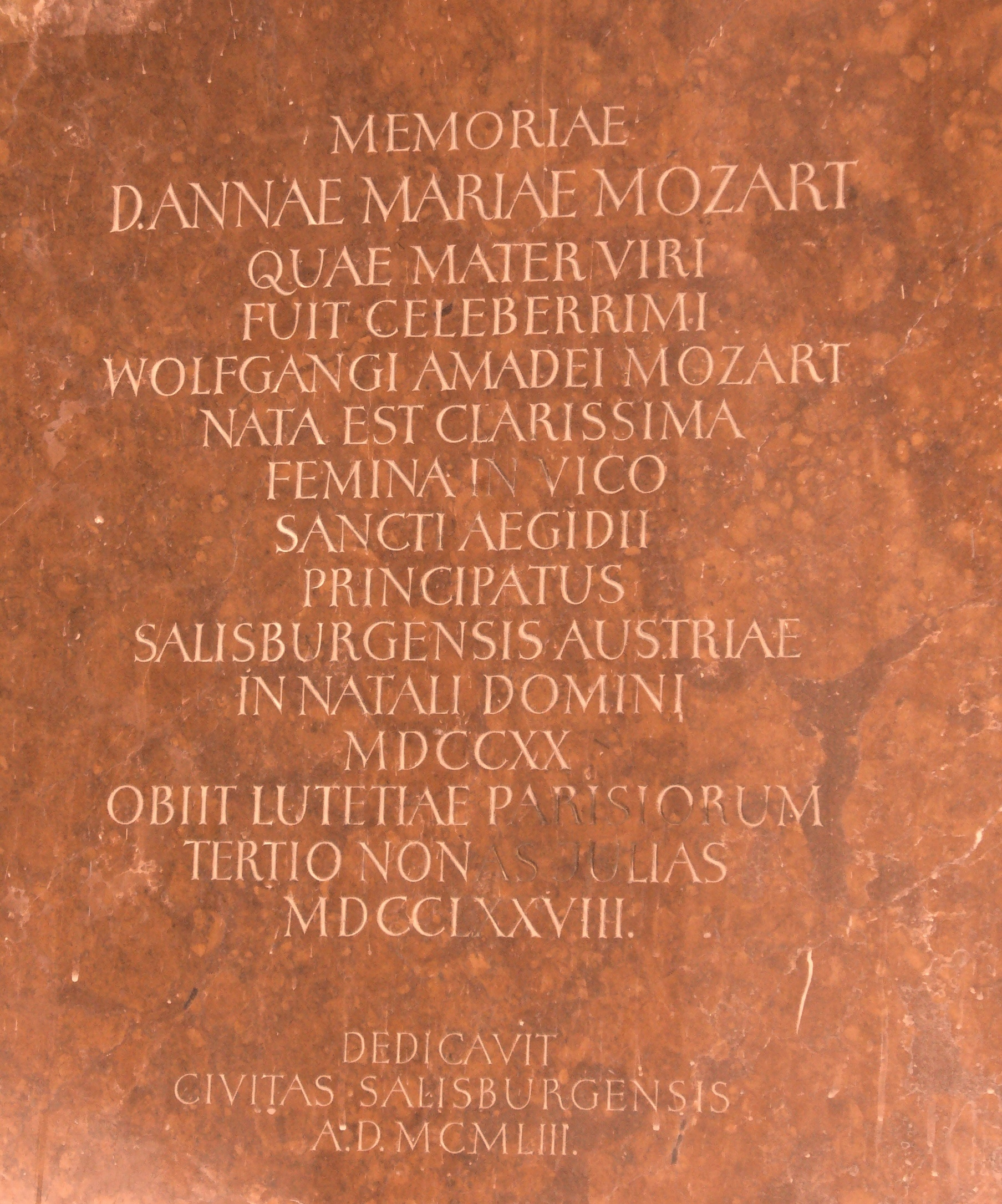
Erinnerungstafel in der Pfarrkirche St-Eustache de Paris

Anna Maria Mozart begleitete Wolfgang Amadé bei seiner Städtereise (1777–1781) nach Paris, wo sie in ihrem 58. Lebensjahr überraschend starb. Zweck dieser Reise war die Suche nach einer vorteilhaften Anstellung für ihren Sohn gewesen. Seinem Vater Leopold war für diese Reise kein Urlaub gewährt worden, deswegen begleitete sie ihn.
Anna Maria Mozart war im Gasthaus Auberge des Quatre Fils Aymon (rue du Gros Chenest) in Paris 14 Tage krank gewesen, hatte dabei Fieber, Durchfall, Kopfschmerzen. Sie phantasierte, konnte kaum noch sprechen und verlor das Gehör, „so daß man schreÿen“ musste. Laut Angaben ihre Sohnes verstarb sie am 3. Juli 1778 um 22:21 Uhr. Mozarts Mutter wurde auf dem Friedhof der Kirche Saint-Eustache in Paris beigesetzt. Die Stelle, wo das Grab einmal war, ist nicht mehr bekannt.
Der Tod der Mutter erschütterte Mozart tief. Mehrere bis heute berühmte Briefe, die Mozart aus Paris an seinen Vater schrieb, behandeln dieses tragische Ereignis.
In Sankt Gilgen erinnert das Mozarthaus an die Familie Mozart.